# Clint Mansell
Clinton Darryl Mansell, detto Clint (Coventry, 7 gennaio 1963), è un musicista e compositore britannico.

## Biografia
Mansell è stato il leader, cantante e chitarrista della band britannica Pop Will Eat Itself. Dopo lo scioglimento della band nel 1996 è stato introdotto nel mondo del cinema dall'amico regista Darren Aronofsky, che gli commissionò la colonna sonora del suo film di debutto π - Il teorema del delirio. In seguito collabora nuovamente con Aronofsky per Requiem for a Dream, la cui colonna sonora include il brano Lux æterna, che si avvale di cori e di un'intera orchestra. Tale brano è stato usato in seguito per vari trailer di film come Sunshine, Il Signore degli Anelli - Le due torri, Il codice da Vinci, 300, Babylon A.D., Hitman - L'assassino e The Giver - Il mondo di Jonas.
Ha curato le musiche per i film The Hole, Formula per un delitto, Abandon - Misteriosi omicidi e Ore 11:14 - Destino fatale, inoltre cura le musiche per l'episodio pilota di CSI: NY. Nel 2006 continua la sua collaborazione con Darren Aronofsky e realizza le musiche per The Fountain - L'albero della vita, e viene nominato al Golden Globe per la migliore colonna sonora originale.
In seguito lavora per i film Smokin' Aces e Certamente, forse. Nel 2008 torna alla quarta collaborazione con Aronofsky per comporre la colonna sonora di The Wrestler.
Nel 2010 compone la colonna sonora del film Il cigno nero, quinto lavoro con il regista newyorkese Darren Aronofsky.
Nel 2011 lavora per la prima volta alla colonna sonora di un videogioco, componendo le musiche di Mass Effect 3.

## Filmografia

### Cinema
- π - Il teorema del delirio (π), regia di Darren Aronofsky (1998)
- Requiem for a Dream, regia di Darren Aronofsky (2000)
- World Traveler, regia di Bart Freundlich (2001)
- The Hole, regia di Nick Hamm (2001)
- Compagnie pericolose (Knockaround Guys), regia di Brian Koppelman e David Levien (2001)
- Formula per un delitto (Murder by Numbers), regia di Barbet Schroeder (2002)
- Sonny, regia di Nicolas Cage (2002)
- Abandon - Misteriosi omicidi (Abandon), regia di Stephen Gaghan (2002)
- Ore 11:14 - Destino fatale (11:14), regia di Greg Marcks (2003)
- Suspect Zero, regia di E. Elias Merhige (2004)
- Sahara, regia di Breck Eisner (2005)
- Uomini & donne (Trust the Man), regia di Bart Freundlich (2005)
- Doom, regia di Andrzej Bartkowiak (2005)
- The Fountain - L'albero della vita (The Fountain), regia di Darren Aronofsky (2006)
- Smokin' Aces, regia di Joe Carnahan (2006)
- Wind Chill - Ghiaccio rosso sangue (Wind Chill), regia di Gregory Jacobs (2007)
- Certamente, forse (Definitely, Maybe), regia di Adam Brooks (2008)
- The Wrestler, regia di Darren Aronofsky (2008)
- Moon, regia di Duncan Jones (2009)
- The Rebound - Ricomincio dall'amore (The Rebound), regia di Bart Freundlich (2009)
- The Last Vampire - Creature del buio (Blood: The Last Vampire), regia di Chris Nahon (2009)
- Last Night, regia di Massy Tadjedin (2010)
- Il cigno nero (Black Swan), regia di Darren Aronofsky (2010)
- Faster, regia di George Tillman Jr. (2010)
- Stoker, regia di Park Chan-wook (2013)
- Filth, regia di Jon S. Baird (2013)
- Noah, regia di Darren Aronofsky (2014)
- Man Down, regia di Dito Montiel (2015)
- High-Rise - La rivolta (High-Rise), regia di Ben Wheatley (2015)
- Ghost in the Shell, regia di Rupert Sanders (2017)
- Loving Vincent, regia di Dorota Kobiela e Hugh Welchman (2017)
- Mute, regia di Duncan Jones (2018)
- Rebecca, regia di Ben Wheatley (2020)
- In the Earth, regia di Ben Wheatley (2021)
- Sharper, regia di Benjamin Caron (2023)
- Love Lies Bleeding, regia di Rose Glass (2024)

### Televisione
- Black Mirror – serie TV, episodio San Junipero (2016)
- Titans – serie TV (2018-in corso)
- Doom Patrol – serie TV (2019-in corso)
- The Pursuit of Love - Rincorrendo l'amore (The Pursuit of Love) – miniserie TV, 3 puntate (2021)
- Peacemaker – serie TV (2022-in corso)